# 伊藤大翔
伊藤 大翔（いとう ひろと、1993年5月21日 - ）は、日本の元俳優。

## 人物
東京都出身。現在芸能界引退。元ケンズファミリー所属、元バウカンパニー所属。身長162cm、体重54kg。

## 出演

### テレビドラマ
- 仮面ライダー555 第46話（2003年、テレビ朝日）
- トキオ（2004年、NHK総合） - 拓実（幼少） 役
- はぐれ刑事純情派 スペシャル（2004年9月、テレビ朝日） - 江口真一 役
- おばさんデカ 桜乙女の事件帖13（2004年、フジテレビ） - 村田新吾 役
- 水曜ミステリー9 信濃のコロンボ事件ファイル 8「アリスの騎士」（2005年5月18日、テレビ東京） - 土屋勉（幼少） 役
- 水曜ミステリー9 捜査検事・近松茂道 5「自白」（2005年6月12日、テレビ東京） - 木村隆生 役
- アストロ球団（2005年、テレビ朝日） - 球三郎（幼少） 役
- 女王の教室 エピソード2〜悪魔降臨〜（2006年、日本テレビ） - 里中翼 役
- ドラマちびまる子ちゃん（2006年、フジテレビ） - 大野けんいち 役
- 魔弾戦記リュウケンドー（2006年、テレビ東京）
- 生徒諸君!（2007年4 - 7月、テレビ朝日） - 早坂斗枝夫 役
- 浅草ふくまる旅館2（2007年、TBS） - 及川拓哉 役
- 夕陽ヶ丘の探偵団（2007年12月29日-31日、NHK総合） - 天海眞人 役　※主演作
- 松本清張特別企画・不在宴会（2008年2月20日、テレビ東京） - 魚住一之 役
- 7人の女弁護士 第2シリーズ 第3話 （2008年4月24日、テレビ朝日） - 荻野涼太 役
- NHK大河ドラマ 天地人（2009年、NHK総合） - 安部政吉（少年期） 役
- 月曜ゴールデン 警視庁南平班〜七人の刑事〜（2009年、TBS） - 南部健太 役
- 3年B組金八先生 ファイナル（2011年3月、TBS） - 伊藤拓海 役

### 映画
- あおげば尊し（2006年1月） - 準主役・田上康弘 役
- 輪廻（2006年1月） - 大森優也 役
- 椿山課長の七日間（2006年11月） - 雄一 役
- 口裂け女（2007年3月） - 松崎昇（幼少） 役
- 忍たま乱太郎（2011年7月） - 竹谷八左ヱ門 役

### 舞台
- 赤毛のアン（2003年、東京国際フォーラムホールC） - チャーリー 役

### その他
- 浜田省吾ライブコンサートショートフィルム 初恋（2006年） - 主役・田中健一 役